# Ели Панова
Ели Панова (на македонска литературна норма: Ели Панова) е политик от Северна Македония.

## Биография
Родена е на 10 януари 1984 година в град Струмица, тогава в Социалистическа федеративна република Югославия. Завършва магистратура по бизнес право в Юридическия факултет на Скопския университет. На 15 юли 2020 година е избрана за депутат от ВМРО – Демократическа партия за македонско национално единство в Събранието на Северна Македония.